# Jonadi
Jonadi est une commune italienne de la province de Vibo Valentia dans la région Calabre en Italie.

## Administration
| Période                                  | Période | Identité | Étiquette | Qualité |
| ---------------------------------------- | ------- | -------- | --------- | ------- |
|                                          |         |          |           |         |
| Les données manquantes sont à compléter. |         |          |           |         |

### Hameaux
Nao, Vena, Baracconi, Case Sparse

### Communes limitrophes
Filandari, San Costantino Calabro, San Gregorio d'Ippona, Vibo Valentia